# Hobbit, czyli tam i z powrotem
Hobbit, czyli tam i z powrotem (ang. The Hobbit or There and Back Again) – powieść fantasy autorstwa J.R.R. Tolkiena, wydana 21 września 1937 przez firmę Allen & Unwin. Polskie wydanie ukazało się w 1960 w tłumaczeniu Marii Skibniewskiej.
Opowiada o wyprawie podjętej przez krasnoludów tworzących kompanię Thorina i towarzyszącego im hobbita o nazwisku Bilbo Baggins do zajmowanej przez smoka Smauga Samotnej Góry w celu odzyskania zagarniętych skarbów i dawnej siedziby krasnoludów. Po drodze, w jaskini Golluma, Bilbo Baggins znajduje pierścień, który daje mu moc bycia niewidzialnym.
Po wydaniu powieść szybko zyskała uznanie czytelników. Wydawca poprosił autora o kontynuację zdarzeń, która ostatecznie ukazała się jako Władca Pierścieni.
Zarówno Hobbit, jak i Władca Pierścieni powstały pod wpływem staroskandynawskich legend, którymi zajmował się Tolkien. Analiza literaturoznawcza sugeruje, że inspiracją podczas prac nad książką mogły być między innymi islandzka Edda starsza, postać boga Radogosta, baśń o Królewnie Śnieżce czy historia narodu żydowskiego.

## Okoliczności powstania utworu
Krótko po tym, jak Tolkien skończył swoją edukację na Oksfordzie, wrócił tam, by pracować jako profesor. W tym okresie opublikował kilka wierszy, a także własnoręcznie pisał listy od Świętego Mikołaja do swoich dzieci, umieszczając w nich rysunki gnomów i goblinów. Nie jest znana dokładna data rozpoczęcia prac nad książką. Tolkien zaczął prace nad Hobbitem we wczesnych latach 30. Pewnego dnia, sprawdzając egzaminy studentów, znalazł pustą kartkę. Pod wpływem impulsu napisał na niej In a hole in the ground there lived a hobbit. Fragmenty książki były czytane podczas spotkań klubu Inklingów. Tolkien pisał bez większych przerw do momentu, kiedy opisał śmierć Smauga. W tym momencie przerwał pisanie. Opowiedział zaimprowizowany koniec swoim dzieciom, ale nie napisał tego na maszynie. Tylko kilka osób widziało rękopis książki, między innymi pokazał go znajomym, C.S. Lewisowi i Elaine Griffiths. W 1936 roku do Griffiths przyjechała zatrudniona w wydawnictwie George Allen & Unwin Susan Dagnall. Dagnall przeczytała rękopis i poprosiła Tolkiena o dokończenie opowieści. Ten wziął się do pracy i zatrudnił swojego syna Michaela do pomocy przy pisaniu na maszynie. Uzupełnioną wersję Tolkien wysłał założycielowi firmy Stanleyowi Unwinowi. Ten poprosił swojego 10-letniego syna Raynera o ocenę. Jego pozytywny komentarz spowodował wydanie książki u George Allen & Unwin. Rayner za swoją recenzję dostał jednego szylinga.
Większość prac Tolkiena miało swoją inspirację w mitologii nordyckiej. Podobnie w Hobbicie można znaleźć inspiracje literaturą skandynawską, a także mitami i językami z tego regionu. Imiona postaci Fili i Kili, Oin i Gloin, Bifur, Bofur i Bombur, Dori i Nori, Dwalin, Balin, Dain, Nain, Thorin Oakenshield (pl. Thorin II Dębowa Tarcza) i Gandalf odpowiadają staronordyckim Fíli, Kíli, Oin, Glói, Bivör, Bávörr, Bömburr, Dori, Nóri, Dvalinn, Bláin, Dain, Nain, Þorin Eikinskialdi i Gandálfr. Wszystkie imiona krasnoludów pochodzą z Eddy Starszej. Uważa się, że imię Radagasta pochodzi od słowiańskiego boga Radogosta. Wizerunek goblinów został zapożyczony z powieści Królewna i goblin George’a MacDonalda.
Podczas prac niektóre z postaci zmieniły swoje imiona. Smok początkowo nazywał się Pryftan, później jego imię zmieniono na Smaug od germańskiego smugan oznaczającego „przeciskać się przez dziurę”. Imię Gandalf nosił Thorin, a czarodziej nazywał się Bladorthin. W pierwszym szkicu Tolkien często bezpośrednio zwracał się do czytelnika pisząc np. „Teraz wiecie już dość dużo, żeby zrozumieć, co się dalej działo”. W kolejnych wersjach większość tych wtrąceń została usunięta. Początkowo to Bilbo miał zabić smoka swoim sztyletem, ale pomysł ten został odrzucony, ponieważ nie pasował do charakteru hobbita.
Zdaniem Humphreya Carpentera hobbici to angielscy wieśniacy niskiego wzrostu, osoby o dużej odwadze, lecz o małej wyobraźni. Tolkien sam przyznał, że postać Bilba przypomina jego samego, chociaż nie jest na nim wzorowana. Nazwa domu Bilba Bag End pochodzi od miejscowego określenia gospodarstwa ciotki Emily Jane.
Usposobienia krasnoludów zostały zapożyczone z niemieckich baśni takich jak Królewna Śnieżka czy Białośnieżka i Różyczka. Druga z nich mogła być także źródłem dla postaci Beorna. Zdaniem Johna Rateliffa wizerunek krasnoludów w Hobbicie powstał pod wpływem lektury tekstów średniowiecznych dotyczących narodu żydowskiego i ich historii. Cechy krasnoludów polegające na wywłaszczeniu ich starożytnej ojczyzny z Samotnej Góry i życie pośród innych grup przy jednoczesnym zachowaniu własnej kultury wywodzą się ze średniowiecznego obrazu Żydów, podczas gdy ich wojenna natura wynika z opisu w Biblii hebrajskiej. Kalendarz krasnoludów wymyślony dla Hobbita odzwierciedla kalendarz żydowski.

## Gatunek
Książka jest często nazywana i reklamowana jako powieść fantasy, ale podobnie jak Piotruś Pan autorstwa J.M. Barrie i Królewna i goblin autorstwa George’a MacDonalda, które stanowiły inspirację dla Tolkiena i zawierają elementy fantasy, jest ona przede wszystkim identyfikowana jako literatura dziecięca. Te dwa gatunki nie wykluczają się wzajemnie, tak więc niektóre definicje high fantasy obejmują prace dla dzieci autorstwa takich autorów jak L. Frank Baum, Lloyd Alexander czy dzieła Gene’a Wolfe’a i Jonathana Swifta, które są częściej uznawane za literaturę dla dorosłych. Hobbit został nazwany najbardziej popularną spośród wszystkich dwudziestowiecznych książek fantasy napisanych dla dzieci.

## Pierwsze wydanie, zmiany
Tolkien chciał, aby w książce umieszczono mapę Throra z niewidzialnym pismem widocznym tylko pod światło, jednak wydawca się na to nie zgodził. George Allen & Unwin opublikowało pierwsze wydanie Hobbita 21 września 1937 roku w nakładzie 1500 egzemplarzy. Dzięki entuzjastycznym recenzjom wyprzedano je do końca grudnia. Ten pierwszy wydruk został zilustrowany czarno-białymi ilustracjami wykonanymi przez Tolkiena, który również zaprojektował obwolutę. Pierwsze wydanie w USA miało miejsce w 1938 roku dzięki wydawnictwu Houghton Mifflin Co.
W grudniu 1937 roku Stanley Unwin poprosił Tolkiena o kontynuację. W odpowiedzi Tolkien przekazał mu m.in. szkice Silmarillionu i opowiadania Pan Błysk, Rudy Dżil i jego pies i Łazikanty, jednak te zostały odrzucone. Unwin twierdził, że czytelnicy chcą czytać o hobbitach, o czym żadna z prac nie opowiadała. Tolkien rozpoczął pracę nad nową książką, która ostatecznie została wydana jako Władca Pierścieni.
W pierwszej edycji Gollum i Bilbo grają o pierścień i rozstają się w pokoju. Druga edycja z 1951 roku odzwierciedla zachowanie Golluma z Władcy Pierścieni i wyniszczającą moc pierścienia. Gollum po przegranej złości się i staje się agresywny. W 1960 roku, po wydaniu Władcy Pierścieni, Tolkien rozpoczął prace nad nową wersją Hobbita, starając się ujednolicić oba dzieła. Pisarz jednak zarzucił zmiany podczas prac przy trzecim rozdziale, kiedy dostał komentarze mówiące, że książka straciła swój lekki wydźwięk i szybkie tempo.
Książka została przetłumaczona na język polski przez Marię Skibniewską w 1960 roku.
W 1965 roku Ballantine Books wydało trzecie wydanie Hobbita w USA. Ta edycja posiadała nową okładkę z wizerunkiem wzgórza, drzewem i ptakami emu. Tolkien krytycznie odniósł się do rysunku i do faktu, że ilustratorka nie miała czasu na przeczytanie książki.
W 2023 r. miało miejsce wydanie Hobbita (Hobit, abo tam i nazŏd) w etnolekcie śląskim, w tłumaczeniu Grzegorza Kulika.

## Fabuła

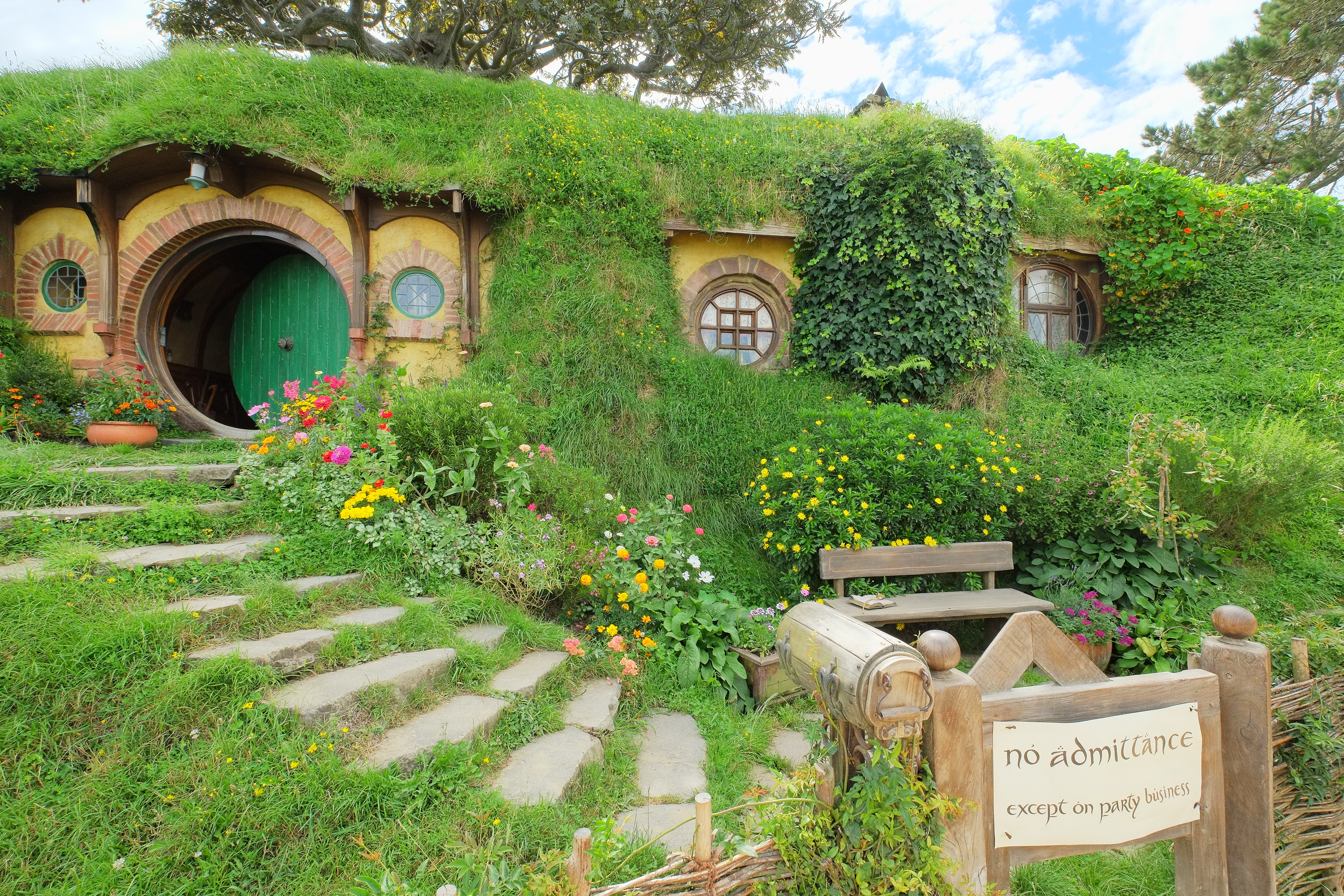
Bag End, miejsce zamieszkania Bilba

Akcja powieści toczy się w Śródziemiu, fikcyjnym świecie stworzonym przez autora. Do hobbita Bilba przychodzi czarodziej Gandalf razem z grupą krasnoludów dowodzonych przez Thorina. Grupa planuje wyprawę do odległej krainy w celu odzyskania skarbów i twierdzy w Samotnej Górze. Gandalf pokazuje mapę przedstawiającą sekretne drzwi prowadzące do Góry i proponuje, aby Bilbo służył jako włamywacz. Hobbit pomimo niepewności ostatecznie zgadza się dołączyć.
Grupa rozpoczyna wędrówkę na wschód. Pewnego dnia Gandalf ratuje grupę przed trollami. Prowadzi ich dalej do elfickiej osady Rivendell, gdzie Elrond omawia więcej szczegółów z mapy. Mijając Góry Mgliste, zostają złapani przez gobliny i zepchnięci głęboko pod ziemię. Chociaż Gandalf ich ratuje, podczas ucieczki przed goblinami Bilbo zostaje oddzielony od innych. Zagubiony w tunelach, potyka się o tajemniczy pierścień, a następnie natrafia na Golluma, który angażuje go w grę – zadają sobie serię zagadek. W nagrodę za rozwiązanie wszystkich Gollum pokaże mu drogę wyjścia z tuneli, ale jeśli Bilbowi się nie powiedzie, pożegna się z życiem. Przy pomocy pierścienia zapewniającego niewidzialność Bilbo ucieka i dołącza do krasnoludów. Gobliny i wargowie doganiają połączoną drużynę, ale zostają pokonani przez orły. Gandalf decyduje, że drużyna musi odpocząć w domu Beorna, człowieka zamieniającego się w niedźwiedzia.
Grupa wchodzi do Mrocznej Puszczy bez Gandalfa. W lesie Bilbo najpierw ratuje krasnoludy przed gigantycznymi pająkami, a następnie przed lochami leśnych elfów. Zbliżając się do Samotnej Góry, podróżnicy witani są przez mieszkańców miasta Esgaroth, którzy mają nadzieję, że krasnoludy spełnią proroctwa o śmierci Smauga. Wyprawa udaje się do Samotnej Góry i znajduje sekretne drzwi. Bilbo, wysłany jako zwiadowca, w smoczej kryjówce kradnie puchar i zauważa słabość u Smauga. Smok wyrusza w kierunku miasta. Drozd podsłuchał raport Bilba o wrażliwości Smauga i przekazał go obrońcy Esgaroth, Bardowi. Kiedy smok krąży nad Esgaroth, strzała Barda trafia w szczelinę w pokrytej łuskami skórze smoka i zabija Smauga.
Kiedy krasnoludy odzyskują władzę nad Ereborem, Bilbo odnajduje wśród skarbów pamiątkę z dynastii Thorina, Arcyklejnot, i postanawia go ukryć. Leśne elfy i ludzie z miasta oblegają Górę i proszą o odszkodowanie za ich pomoc, za zniszczenie Miasta na Jeziorze i rozliczenie starych roszczeń do skarbu. Thorin odmawia i po wezwaniu swoich krewnych z Żelaznych Wzgórz wzmacnia swoją pozycję. Usuwa Bilba z drużyny, a bitwa wydaje się nieunikniona.
Gandalf pojawia się ponownie, aby ostrzec wszystkich przed nadchodzącą armią goblinów i wargów. Krasnoludy, ludzie i elfy łączą siły, ale dopiero z chwilą przybycia orłów i Beorna wygrywają bitwę Pięciu Armii. Thorin zostaje śmiertelnie ranny i godzi się z Bilbem przed śmiercią. Bilbo przyjmuje tylko niewielką część zdobytego na Smaugu skarbu i wraca do domu.

## Odbiór

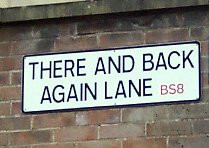
Ulica w Bristolu nawiązująca do książki

Po premierze książki większość recenzentów oceniła ją pozytywnie. Wieloletni przyjaciel Tolkiena C.S. Lewis na łamach „The Times” napisał: „Wszyscy miłośnicy książek dla dzieci, które mogą być czytane, i to po wielokroć przez dorosłych, powinni zauważyć pojawienie się w tej konstelacji nowej gwiazdy. Wyszkolonemu oku niektóre postacie mogą się wydać niemal mitotwórcze”. Lewis porównał ją do Alicji w Krainie Czarów, pisząc, że zarówno osoby młode, jak i dorośli znajdą w niej inne rzeczy, które przypadną im do gustu. Ponadto uznał, że jest równie dobra co Flatlandia, Phantastes i O czym szumią wierzby. Poeta W.H. Auden w swojej recenzji Drużyny Pierścienia (pierwszy tom Władcy Pierścieni) opisał ją jako jedną z najlepszych książek dla dzieci tego stulecia. Po wydaniu książki w USA przyznano jej nagrodę „New York Herald Tribune” za najlepszą dziecięcą książkę sezonu.
Pierwszym recenzentem książki był 10-letni Rayner Unwin. W swojej recenzji napisał „Ta książka, z dodaniem map, nie potrzebuje żadnych ilustracji, jest dobra i powinna podobać się wszystkim dzieciom w wieku od pięciu do dziewięciu lat”. Sam autor bał się reakcji innych pracowników Uniwersytetu Oksfordzkiego, którzy mogliby pomyśleć, że wydawanie książek dla dzieci stanie się jego głównym zajęciem. Ostatecznie uczelnia nie przywiązała większej uwagi do tego wydarzenia.
Publikacja Władcy Pierścieni spopularyzowała poprzednie dzieło pisarza, a część krytyków oceniło książki jako jedną opowieść. Randel Helms, zamiast traktować Hobbita jako samodzielną książkę dla dzieci, określił ją jako prequel i próbę pisarską przed wydaniem Władcy Pierścieni. Tolkieniści Paul Kocher i John D. Rateliff zachęcali czytelników do traktowania tych dzieł oddzielnie, dlatego że Hobbit został wymyślony, opublikowany i recenzowany przed wydaniem późniejszego dzieła.
Książka jest lekturą obowiązkową w Polsce w szkołach podstawowych.

## Motywy

### Dojrzewanie
Jednym z głównych motywów powieści jest bildungsroman – dojrzewanie głównego bohatera. Fizyczna podróż do Samotnej Góry to jednocześnie podróż dojrzewania, w której Bilbo zyskuje wyraźne poczucie tożsamości i pewności siebie. Zdaniem Dorothy Matthews koncepcja indywiduacji Carla Junga jest również odzwierciedlona w tym motywie, a autor kontrastuje osobisty rozwój Bilba z brakiem dalszego rozwoju u krasnoludów. Richard Purtill zauważa, że podczas gdy Gandalf wywiera rodzicielski wpływ na Bilba na początku powieści, to ten stopniowo przejmuje przywództwo nad drużyną, z czym krasnoludy nie mogą się pogodzić. Randel Helms podkreślił fragment, w którym główny bohater powraca z zaświatów z pierścieniem, który przynosi korzyści jego społeczeństwu. W jego ocenie jest to analogiczne do mitycznych archetypów dotyczących inicjacji i dojrzewania mężczyzn opisanych przez amerykańskiego mitoznawcę Josepha Campbella. Jane Chance porównała rozwój i zmianę Bilba w stosunku do innych postaci do koncepcji opisanej w XIII-wiecznym dziele Ancrene Wisse i chrześcijańskiej interpretacji Beowulfa.

### Animizm
Hobbit wykorzystuje motyw animizmu, który jest często używany w literaturze dla dzieci i młodzieży. Według tego poglądu wszystkie rzeczy, w tym przedmioty, zwierzęta i rośliny, posiadają inteligencję podobną do ludzkiej. John D. Rateliff w swojej książce The History of The Hobbit nazwał to „motywem Doktora Dolittle” i przytoczył przykład wielu potrafiących mówić zwierząt. W Hobbicie te rozumne istoty obejmują kruki, drozda, pająki i smoka Smauga. Patrick Curry zauważył, że animizm występuje również w innych dziełach Tolkiena i wspomina o „korzeniach gór” i „stopach drzew” w Hobbicie jako językowym przesunięciu poziomu z nieożywionego na ożywiony. Tolkien postrzegał ideę animizmu jako ściśle związaną z pojawieniem się ludzkiego języka i mitu. Jego zdaniem „pierwsi ludzie, którzy mówili o drzewach i gwiazdach, widzieli rzeczy zupełnie inaczej. Dla nich świat był pełen mitologicznych istot... Dla nich cała egzystencja była utkana z mitów i elfich wzorów”.

### Chciwość
Matthew Grenby ocenił przezwyciężenie pazerności i egoizmu jako główny morał w książce. Chciwość pojawia się powieści wielokrotnie m.in. trolle jedzące krasnoludy, pragnienie złota bronionego przez Smauga, jednak dopiero wpływ Arcyklejnotu na Thorina sprawia, że chciwość i towarzyszące jej pożądanie wysuwają się na pierwszy plan i stanowią morał opowieści. Bilbo kradnie Arcyklejnot – najstarszą relikwię krasnoludów – i próbuje ją wykupić Thorinowi w zamian za pokój. Jednak Thorin zwraca się przeciwko hobbitowi jako zdrajcy, lekceważąc wszystkie obietnice, które wcześniej przyrzekł. W końcu Bilbo oddaje cenny kamień i większość swojej części skarbu, aby pomóc tym, którzy są w większej potrzebie. Tolkien ponownie badał motyw klejnotów, które deprawują tych, którzy ich pożądają w wydanej po śmierci autora książce Silmarillion.

## Adaptacje
Powieść doczekała się wielu adaptacji na przestrzeni lat. Pierwszą autoryzowaną była sztuka wystawiona przez St. Margaret’s School w Edynburgu w marcu 1953 roku. Pierwszą ekranizacją książki był 12-minutowy pokaz kreskówkowych zdjęć w 1966 roku. Brytyjska stacja radiowa BBC Radio 4 nadała serię ośmiu audycji od września do listopada 1968 roku. Nagranie zostało później wydane na kasetach i płytach CD. W 1977 roku powstał amerykański film animowany. W rolę Bilba wcielił się Orson Bean.
New Line Cinema wydała trylogię filmową w reżyserii Petera Jacksona. Są to kolejno Niezwykła podróż (2012), Pustkowie Smauga (2013) i Bitwa Pięciu Armii (2014).
W 1982 roku Beam Software wydało grę przygodową The Hobbit, której rozgrywka przypomina fikcję interaktywną. W 2003 roku Sierra Entertainment wydała grę akcji o tym samym tytule. W 2014 roku wydano adaptację powieści w świecie klocków Lego o tytule Lego The Hobbit.
W 2015 roku w Wilamowicach odbyła się premiera spektaklu Hobbit. Hejn ȧn cyryk, opartego na fragmentach tekstu Tolkiena, przetłumaczonych na język wilamowski.